# 黃裕翔
黃裕翔（1987年4月15日—）台灣盲人音樂家，演奏項目是鋼琴，出生於台中，國立臺中啟明學校、國立臺灣藝術大學音樂學系畢業。 2012年以自身故事改編的電影《逆光飛翔》  而榮獲第49屆金馬獎年度台灣傑出電影工作者。2013年客串演出公共電視《穿越101》。2016年，以<高鐵小旅行>一曲獲得第27屆金曲獎演奏類最佳作曲人獎。 2024年9月與蔡明秀老師於「與Eye同行，聆聽心曲」慈善音樂演奏。

## 戲劇作品

### 電影
- 2007年：短片《天黑了》
- 2011年：劇情片《逆光飛翔》

### 電視劇
- 2013年：公視《穿越101》（客串）

### 音樂劇場
- 2018年：《失眠的人》
- 2022年：《夢遊的人》

## 音樂作品

### 電影配樂
- 2006年 楊力州：電影《奇蹟的夏天》配樂
- 2011年 楊力州：電影《青春啦啦隊》配樂
- 2014年 李佳懷：臺中城市紀錄片《目靡‧臺中》配樂
- 環保聯盟紀錄片等

### 專輯
- 2015年 《聽見黃裕翔》

## 書籍
- 2014年 《在愛裡，我逆著光飛翔：音樂夢想家黃裕翔的成長故事》

## 榮耀
- 「史坦巴哈音樂藝術協會」獨奏和重奏雙料冠軍
- 「希朵夫鋼琴大賽」獨奏冠軍[3]
- 2012年：第49屆金馬獎年度台灣傑出電影工作者
- 2013年：米蘭影展最佳男主角
- 2016年：<高鐵小旅行>獲得第27屆金曲獎演奏類最佳作曲人獎。

## 外部連結
- 黃裕翔的Facebook專頁
- 黃裕翔的新浪微博